# Institut universitaire d'Abidjan
 (octobre 2023).
 (octobre 2023).
Pour les articles homonymes, voir IUA.
L’Institut universitaire d'Abidjan, abrégé par le sigle IUA, est un établissement privé ivoirien d'enseignement supérieur. Des enseignements de droit, de gestion du développement, de sciences économiques, de sciences comptables et financières, d'administration des affaires, de mathématiques et informatique, mais également de sociologie y sont dispensés.
Fondé en 2004 par Aka Kouamé, l'Institut universitaire d'abidjan est situé à Abidjan, dans le Sud de la Côte d'Ivoire. 

## Historique
L'Institut universitaire d'Abidjan (IUA) a ouvert ses portes aux étudiants pour la première fois en octobre 2004. Depuis lors, l’université n’a cessé de remplir sa mission qui consiste en la formation d’une jeunesse ivoirienne capable de contribuer à la production scientifique pour le développement des connaissances et soutient aux interventions du secteur public en matière d’éducation.
Si aujourd’hui, sa renommée s’étend au-delà des frontières, c’est bien parce que depuis près de 20 ans,  le leitmotiv reste le même:  former les leaders de demain.

## Facultés
L’IUA dispose en son sein de deux facultés organisées en départements. Ainsi, la faculté des Sciences juridiques et politiques comprend les départements de Droit, de Science politique et de Communication tandis que la faculté des Sciences économiques et sociales est subdivisée selon les différents départements qui suivent : Gestion du développement, Sciences économiques, Sciences comptables et financières, Administration des affaires et en sociologie. La faculté des sciences et technologies comprends les départements de : mathématiques et physiques, informatique et ingénierie. On retrouve dans ce dernier la formation en génie électromécanique, génie civil option BTP, génie des procédés et génie énergétique (énergies renouvelables).
L’Institut universitaire d'Abidjan offre des stages de fin de cycle à ses étudiants pour leur permettre de pratiquer les connaissances acquises pendant leur formation.

## Campus
Le campus est composé de six bâtiments entièrement couvert par une connexion Wi-Fi.
L’Institut universitaire d'Abidjan est doté d’un matériel performant et adéquat[non neutre], pour la formation de ses étudiants. L’institut met ainsi plusieurs salles informatiques à la disposition des étudiants ainsi que du matériel de vidéo projection pour les travaux des étudiants.

## Les bibliothèques numériques
L’Institut s’est doté d’une impressionnante base de données numérique de savoir.
Grâce à la géolocalisation, les manuels d’Erudit, Proquest et Scholar vox pourront être consultés depuis les zones wifi de l'université sans qu’aucun code d’accès ne vous soit demandé.
Vous pouvez également avoir accès aux recueils de cours de l’Académie de droit international de La Haye et à la plateforme ScholarVox de Cyberlibris.

## La formation mise à jour
La rentrée académique 2010-2011 a été l’occasion pour l’Institut de diversifier son programme de formation afin de produire les jeunes cadres compétents et dynamiques dont la Côte d'Ivoire a besoin pour impulser son développement. Ainsi aux programmes existants les programmes suivants ont été ajoutés :
- Master de Recherche Sociale Appliquée à la Santé (MRSS)
- Master en Monnaie, Banque et Finance
- Master en Finance et Investissement traite de la bourse
- Master en Assurance et l’Actuariat
- Master en Marketing de produits financiers
- Master en droit des affaires
- Master en Comptabilité Contrôle Audit
- Master en Logistique
- Master en Marketing et communication
- Sciences de l’Information et la Communication